# Eles não usam black-tie
Eles não usam black-tie es una obra de temática sociopolítica escrita por Gianfrancesco Guarnieri para el Teatro de Arena en 1958. La dirección fue llevada a cabo por José Renato con música de Adoniran Barbosa y representada en el Teatro de Arena, un pequeño teatro de noventa butacas enfrente de la plaza da Consolação en São Paulo, que era antes un garaje y hoy el teatro Eugênio Kusnet. La obra se estrenó el 22 de febrero de 1958. Se escogió en el Seminario de Dramaturgia del Teatro da Arena y lo sacó de la quiebra dado su éxito en taquilla. Estuvo más de un año en cartel en São Paulo.
Los actores del montaje inicial fueron Lélia Abramo, Eugênio Kusnet, Gianfrancesco Guarnieri, Riva Nimitz, Miriam Mehler, Celeste Lima, Francisco de Assis, Milton Gonçalves, Henrique César, Flávio Migliaccio y Xandó Batista. La obra gira en torno a una huelga y a la vida obrera, con preocupaciones y reflexiones universales del ser humano. Más tarde, se adaptó al cine, dirigida por Leon Hírzman y protagonizada por el propio Guarnieri.